# Cá hố
Cá hố (danh pháp hai phần: Trichiurus muticus hay Trichiurus lepturus) là loài cá xương, sống ở biển thuộc họ cá Trichiuridae. Cá thuộc loại cá dữ, nổi lên tầng trên kiếm ăn vào ban ngày, và trở lại tầng đáy ban đêm, ăn các động vật như tôm, cá mực. Cá hố có giá trị dinh dưỡng cao và là nguyên liệu cho nhiều món ăn được ưa chuộng trên thế giới. Chúng còn được gọi là Cá đao, Cá hố đầu rộng.

## Tên gọi
Ngoài pháp danh khoa học, cá có tên gọi chính thức theo danh mục của Tổ chức Nông Lương (FAO): Largehead hairtail (Anh-Mỹ); Poisson-sabre commun (Pháp); Pez sable (Tây Ban Nha). Trung Quốc gọi là Bai-dai-yu (Bạch đai ngư), tiếng Nhật: Tachinou-o, Tachiuo, tiếng Đức: Haarschwanz. ở Úc: Australian hairtail, Frost fish, Canada: Scabbard fish, Cutlass fish, Sabre, Pez Chinto.
ở Mỹ: Cutlass fish, Atlantic cutlass fish, Hairtail, Ribbon fish, Scabbardfish....
Ở Việt Nam, tên chính thức là cá hố theo 'Danh mục cá biển xuất khẩu của bộ Thủy Sản Việt Nam', cá còn có các tên địa phương như cá đao, cá hố đầu rộng...

## Đặc điểm và phân bố
Cá hố có thân hình dài (trung bình từ 60–90 cm) rất dẹt một bên, dài như một cái dải lưng quần, không có vẩy, giống dạng lươn, mồm nhọn nhô ra phía trước, mắt to, miệng rộng có nhiều răng tách biệt thành răng lớn và răng nhỏ ở cả hai hàm. Vây lưng rất dài có 10-11 tia cứng, tiếp theo là một rãnh; phần thứ nhì của vây lưng có 1 tia cứng và 27-30 tia mềm. Vây ngực ngắn. Không có vây bụng, vây đuôi rất nhỏ. Toàn thân cá màu xanh lam như màu thép có ánh bạc. Phần bụng và các vây như vây ngực, vây bụng, vây đuôi màu xậm hơn. Màu chuyển sang xám bạc khi cá chết.
Cá hố sinh sống ngoài khơi và ven bờ, ở tầng giữa và tầng trên, thường sống ở độ nước sâu từ 45- 60 sải tay. Cá tập trung thành đàn, nổi lên mặt vào mùa sinh sản, kiếm mồi rồi xuống sâu hơn. Trong mùa sinh sản, mỗi cá mái có thể sinh khoảng 130 ngàn trứng. Trứng nhỏ, có đường kính 1.6-1.9 mm, trôn nổi và nở thành cá bột sau 3-6 ngày. Cá bột dài 5.5-6.5 mm. Mùa sinh sản kéo dài trong các tháng từ 6 đến 10, cao điểm vào tháng 8.
Cá thuộc loại cá dữ, nổi lên tầng trên kiếm ăn vào ban ngày, và trở lại tầng đáy ban đêm, ăn các động vật như tôm, cá mực.. nhỏ hơn, khi còn nhỏ chúng ăn các phiêu, vi sinh vật. Cá trưởng thành sau 2 năm, đạt độ dài 30 cm và chuyển sang ăn cá nhỏ hơn. Cá có thể lớn, dài đến trên 2m, nặng 5 kg và sống trên 15 năm. Theo các ngư dân, cá hố to nhất chỉ chưa đến 10 kg tuy vậy cá có thể có chiều dài lên đến 4m, các ngư dân ở tỉnh Triết Giang, Trung Quốc đã bắt được một con cá hố dài 4m, nặng 18,5 kg ngư dân ở vùng Kê Gà, Bình Thuận cũng trông thấy cá hố khổng lồ dài gần 3m, thân rộng gần 30 cm và nặng tới 27 kg.
Cá hố có mặt hầu như tại mọi vùng biển nhiệt đới và ôn đới trên thế giới. Tại Việt Nam cá tập trung trong vùng biển miền Trung, từ Quảng Bình xuống Quy Nhơn, Quảng Ngãi...

## Giá trị

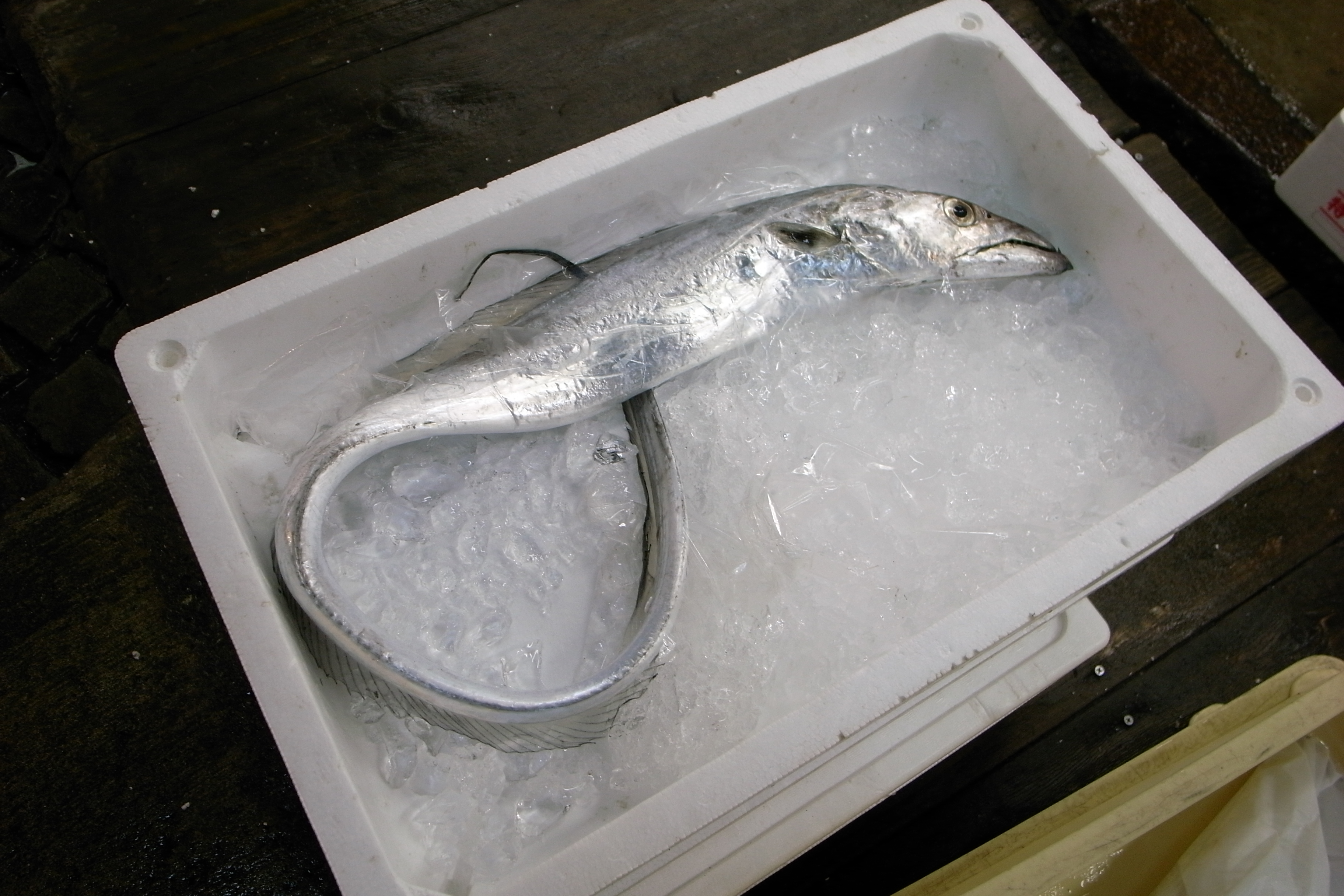
Cá hố đông lạnh xuất khẩu

Cá hố là nguồn thu nhập chính của ngư dân một số vùng ở Việt Nam, một số nơi việc câu cá hố trở thành một nghề, sản phẩm cá hố có thể dùng để xuất khẩu đặc biệt là cá hố trắng xuất khẩu hiện có giá cao (70.000-75.000 đồng/kg)
Cá hố, tuy thân mỏng, it thịt nhưng khi tươi tương đối chắc, trở thành mềm hơn khi nâu chín, ít dầu, dễ lóc xương, cắt thành từng miếng cỡ 5 cm, có thể được dùng dưới các dạng ăn tươi, ướp lạnh và phơi khô. Thịt cá hố, tương đối rẻ, rất được ưa chuộng tại các quốc gia vùng Đông Nam Á, Trung Hoa, Nhật Bản và Triều Tiên. Tại Nhật, cá được gọi là tachiuo, ăn dưới dạng nướng hay ăn sống kiểu sashimi. Tại Hàn Quốc, cá được gọi là Galchi, món ăn đặc biệt Galchi Jorim là món cá hố hấp (Korean steamed hairtail), chưng với nước tương (suy sauce), củ cải trắng, hành lá, và gia vị. Ở Trung Hoa có món ăn nổi tiếng 'Thượng Hải Bạch đới ngư' hay Fragrant creamed hairtail, Shanghai style, cá được ướp rượu, hương liệu và nấu với nhiều gia vị như tỏi, ớt, tiêu.. Vài món khác như cá hố chưng (Braised Hairtail in Soy sauce), Khô cá hố chiên dòn (Dry fried hairtail) cũng được xem là các món 'đặc biệt' tại các nhà hàng Hồng Kong.
Việt Nam có nhiều món ăn thông thường từ cá hố như kho tiêu, kho với nấm bào ngư, kho bổi hay sốt cà, nấu canh chua. Món ăn dân gian miền Trung truyền thống là 'Cá hố muối sư'. Dân nhậu rất thích món 'Gỏi khô cá hố': Khô cá hố nướng hay chiên xé nhỏ trộn với dưa leo, rau sống. Cá hố chế biến được nhiều món ăn như kho, nấu canh ngót, thịt cá hố bùi bùi và ngọt. Một số món ăn từ nguyên liệu là cá hố như: cá hố kho bổi cá hố kho cà chua, cá hố muối sư.

## Trong văn hóa
Trong văn chương bình dân Việt Nam, cá hố được dùng làm biểu tượng cho sự gày ốm, cao nhòng: Người gì mà khô như con cá hố, hay cho sự thiếu chững chạc: Nhí nha nhí nhô như con cá hố. Cá hố còn là cảm hứng để làm bộ phim kinh dị có tên là "Cá hố khổng lồ" hay "Cá hố ăn thịt người" (chiếu vào năm 2010) thực ra đây chỉ là tiêu đề của bộ phim, loài cá được miêu tả trong phim là cá răng đao (Piraha)

## Hình ảnh

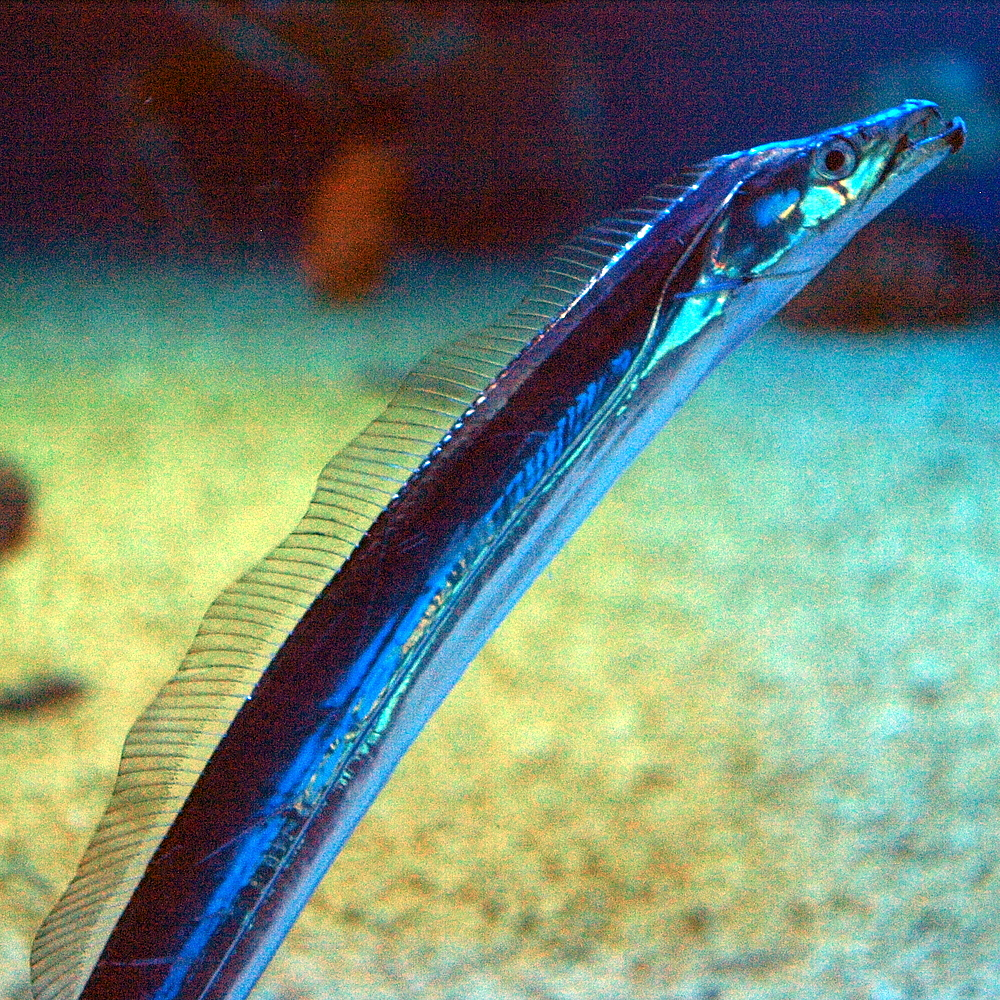
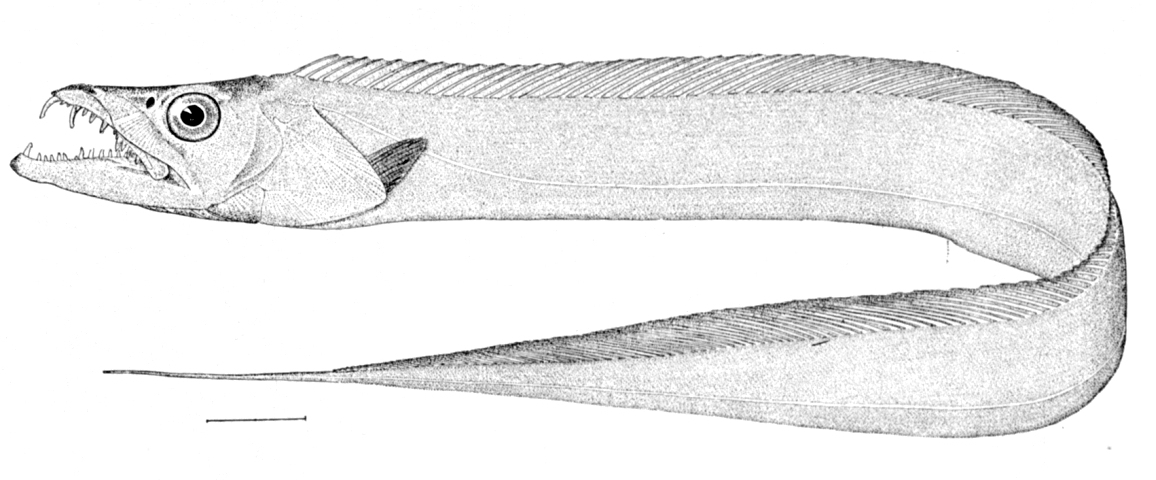